# Gmina Jaraczewo
Die Gmina Jaraczewo ist eine Stadt-und-Land-Gemeinde im Powiat Jarociński der Woiwodschaft Großpolen in Polen. Ihr Sitz ist die Stadt Jaraczewo (deutsch Jaratschewo) mit 1462 Einwohnern (2016).

## Geschichte
Nach einer Unterbrechung von über 400 Jahren erhielt am 1. Januar 2016 Jaraczewo wieder Stadtrechte und die Gmina den Status einer Stadt-und-Land-Gemeinde.
In den Jahren 1975–1998 gehörte die Gmina zur Woiwodschaft Kalisz.

## Gliederung
Die Stadt-und-Land-Gemeinde Jaraczewo besteht aus der Stadt und 20 Dörfern mit insgesamt 21 Schulzenämtern:
| Name            | deutscher Name (1815–1918)       | deutscher Name (1939–1945)                |
| --------------- | -------------------------------- | ----------------------------------------- |
| Bielejewo       | Bielejewo                        | Weißhof                                   |
| Brzostów        | Brzustow                         | 1939–1943 Wiesengrund 1943–1945 Fischerau |
| Nowa Cerekwica  | Cerekwica                        | Zerkheim                                  |
| Stara Cerekwica | Cerekwice 1887–1918 Zerkwitz     | Neuzerkheim                               |
| Gola            | Gola                             | Finkenbusch                               |
| Góra            | Gora                             | 1939–1943 Schloßberg 1943–1945 Schloßhöhe |
| Jaraczewo       | Jaratschewo                      | Obragrund                                 |
| Łobez           | Lobes                            | Kiefernheide                              |
| Łobzowiec       | Niederdorf                       | Niederdorf                                |
| Łowęcice        | Lowencice                        | Kleinlobenau                              |
| Łukaszewo       | Lukaszewo                        | ?                                         |
| Niedźwiady      | Niedzwiady 1907–1918 Ulrikenhof  | Ulrikenhof                                |
| Nosków          | Noskow                           | Marienhof                                 |
| Panienka        | Panienka                         | Klarahof                                  |
| Parzęczew       | Parzenczew                       | Eichstätten                               |
| Poręba          | Lowenitz                         | Lobenau                                   |
| Rusko           | Rusko                            | Adlershorst                               |
| Strzyżewko      | Strzyzewko                       | Scharfenort                               |
| Suchorzewko     | Suchorzewko                      | Dürrfelde                                 |
| Wojciechowo     | Wojciechowo 1906–1918 Glücksburg | Glücksburg                                |
| Zalesie         | Zalesie                          | Amwald                                    |

Weitere Ortschaften der Gmina sind: Budy, Janów, Osiek, Parzęczew (Siedlung) und Smolarnia.

## Verkehr
Die Stadt liegt an der Landesstraße 12 (droga krajowa 12). Über diese Straße können die benachbarten Städte Jarocin (der Sitz des Powiats) und Borek Wielkopolski erreicht werden.
Der internationale Flughafen Posen-Ławica befindet sich etwa 60 Kilometer nördlich von Jaraczewo.

## Persönlichkeiten
- Waldemar Kraft (1898–1977), deutscher Politiker; geboren in Brzustow
- Grzegorz Frąckowiak (1911–1943), Steyler Missionar und Märtyrer; geboren in Lowencice.